# Karl von Hanau-Hořovice
Karl von Hanau-Hořovice (* 29. November 1840 in Kassel; † 27. Januar 1905 ebenda). 
Karl war der vierte Sohn des Kurfürsten Friedrich Wilhelm I. von Hessen-Kassel (1802–1875) und dessen morganatischer Ehefrau Gertrude Falkenstein (1803–1882), geschiedene Lehmann und spätere Gräfin von Schaumburg und Fürstin von Hanau und zu Hořowitz. Nach dem Tode seines älteren Bruders Wilhelm war von 1902 bis 1905 Fürst von Hanau.

## Leben
Auch nach dem Sturz seines Vaters und der Annexion von Kurhessen durch Preußen nach dem Preußisch-Österreichischen Krieg blieb Karl in Kassel, selbst dann noch, als er von seinem älteren Bruder Wilhelm 1902 den Familienfideikommiss erbte, dessen Güter in Böhmen lagen.  Er folgte Wilhelm als dritter Fürst von Hanau.

## Ehe
Am 11. November 1882 heiratete er die Gräfin Hermine Grote (* 8. Oktober 1859 in Hannover; † 31. März 1939 in Münchehagen). Aus der Ehe gingen keine Kinder hervor.